# Bon père
Pour l’article ayant un titre homophone, voir Bompaire.
La Bon père est une variété de pomme.

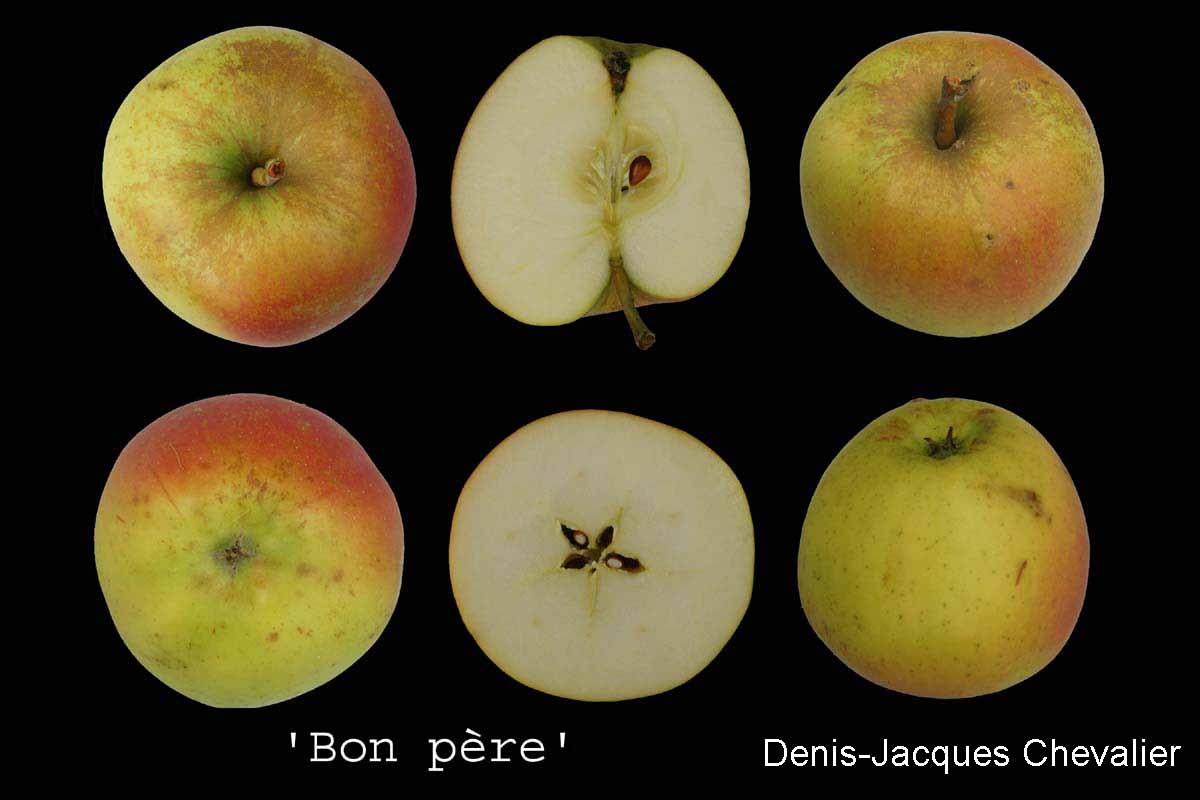
Bon père.

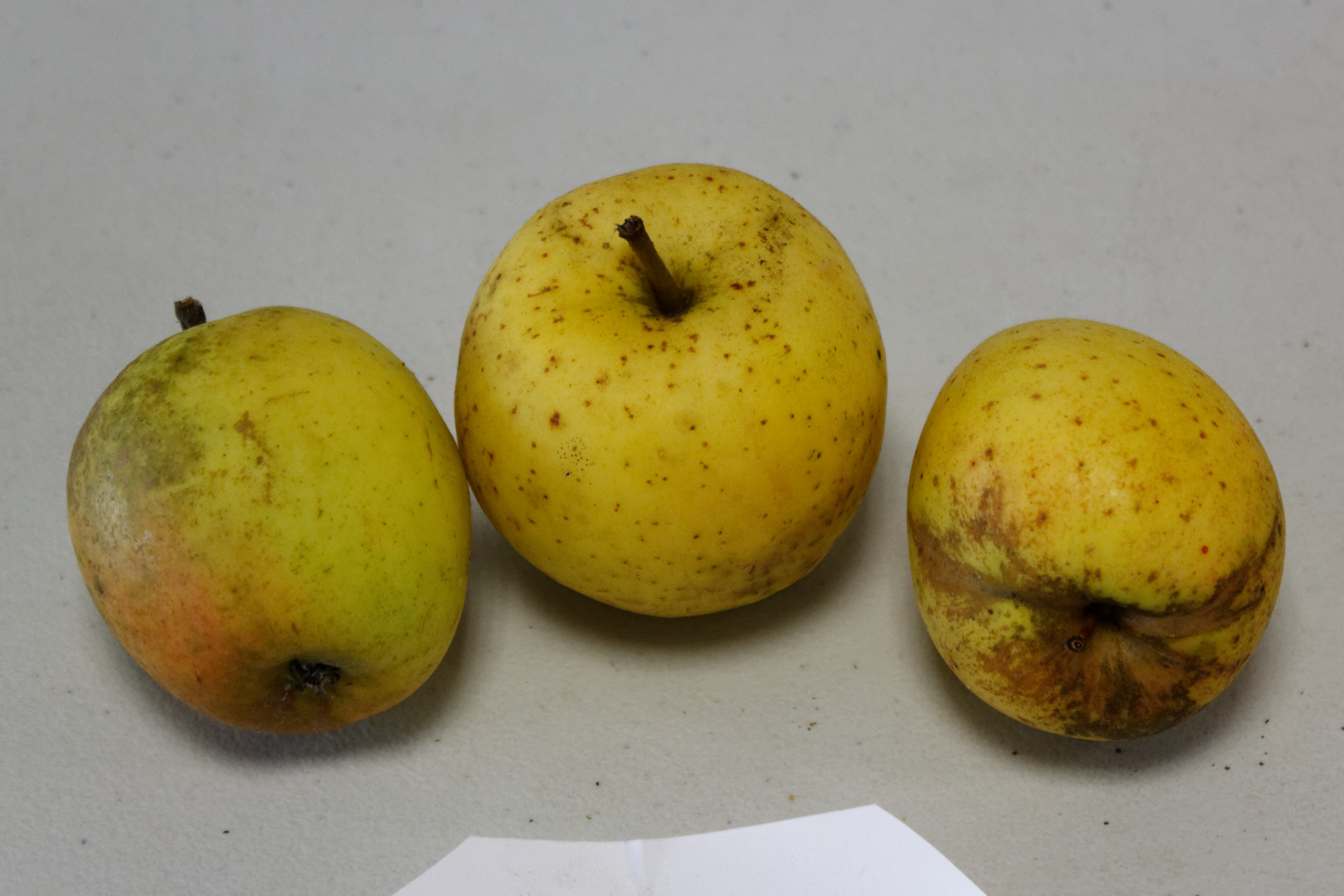
Autre aspect.

## Localisation
Elle est cultivée dans une aire très restreinte, moins de trois cents communes dans le sud du pays d'Auge et l'ouest du pays d'Ouche en France. 

## Description
C'est un fruit acidulé, oblong, à l'épiderme souvent verdâtre, parfois saumon au soleil mais toujours « collant ».
Le port de l'arbre est retombant. Il est de floraison précoce. 
Il existe une variante à épiderme rugueux, peu répandue, la Bon père gris. Elle arrive à maturité en octobre-novembre.